# Granátový skluz

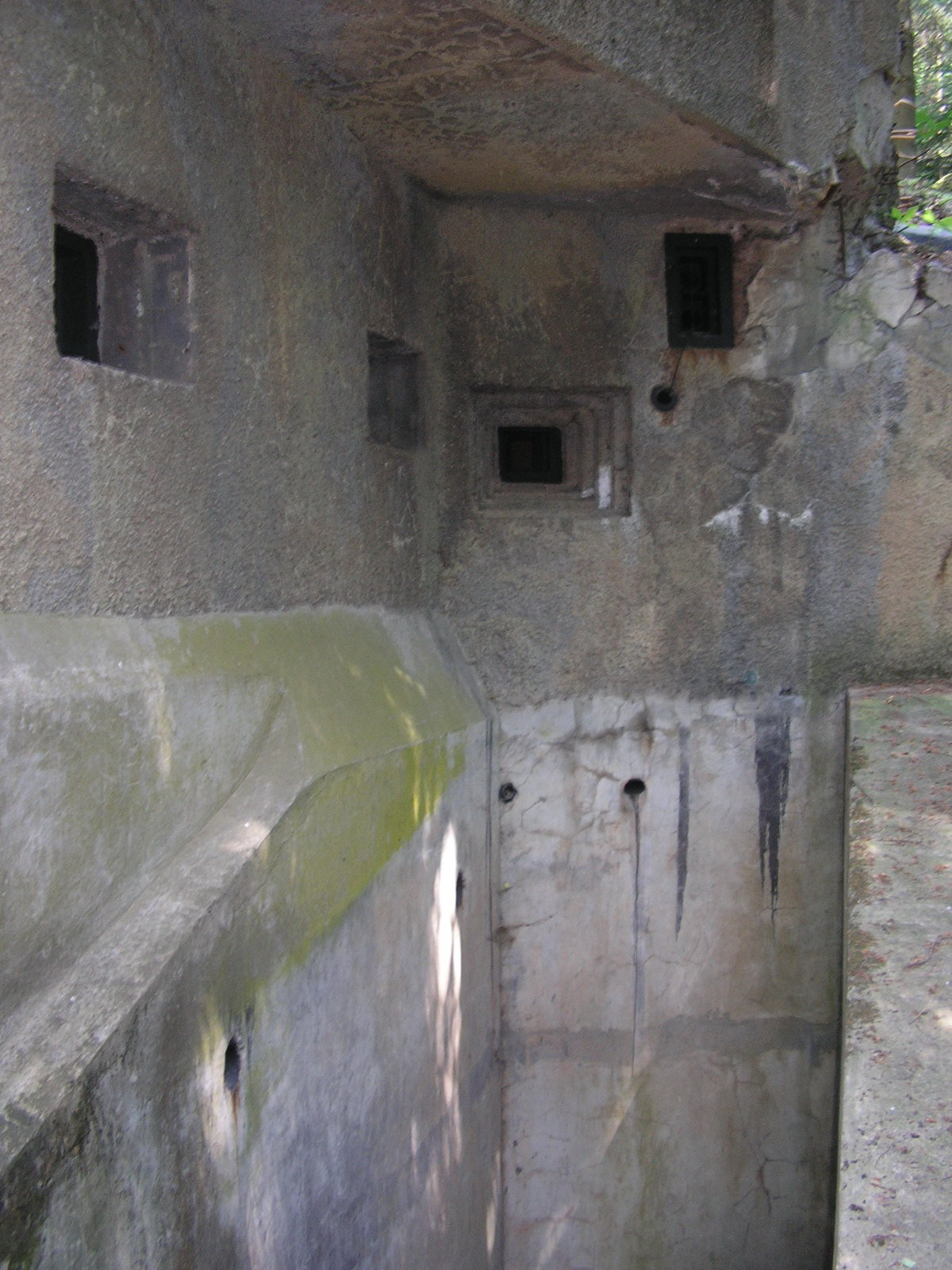
Pod střílnami je umístěn granátový skluz

Granátový skluz byl součástí objektů československého pohraničního opevnění, budovaného před 2. světovou válkou. Měl za úkol umožnit obranu hluchých míst u paty objektů pomocí vypouštění obranných granátů.
Jednalo se o šikmou litinovou rouru, procházející stěnou a ústící u paty objektu. Uvnitř objektu měl skluz masívní samočinně se zapevňující uzávěr, který zmenšoval riziko zranění při předčasné iniciaci granátu. Vedle skluzu byl obvykle i podobně šikmo umístěný periskop, který umožňoval sledovat tento prostor i účinek obrany.
Pro granátové skluzy byl vyvinut a vyroben i speciální druh obranného granátu se zpožďovačem (ruční granát vz. 38), který však už do objektů nebyl dodán. Náhradou byl používán nárazový útočný ruční granát vz. 34, který ovšem pro tento účel nebyl nejvhodnější. Pád z poměrně malé výšky nebyl zárukou iniciace a proto byla u objektů těžkého opevnění pod ústí granátového skluzu budována malá dopadová plocha z betonu. Ze stejného důvodu měly posádky lehkého opevnění za povinnost zbudovat pod granátovým skluzem stejnou plochu z přírodního materiálu (plochých kamenů).